# Chitasida duplicata
Chitasida duplicata là một loài bướm đêm trong họ Noctuidae.